# Passa-Quatro
Passa Quatro is een gemeente in de Braziliaanse deelstaat Minas Gerais. De gemeente telt 15.907 inwoners (schatting 2009).

## Aangrenzende gemeenten
De gemeente grenst aan Itamonte, Itanhandu, Marmelópolis, Virgínia, Resende (RJ), Cruzeiro (SP), Lavrinhas (SP) en Queluz (SP).

## Geboren
- José Dirceu (1946), politicus